# Geometrisk topologi
Geometrisk topologi er det område inden for matematikken, der beskæftiger sig med studiet af mangfoldigheder og deres indlejringer. Lavdimensional topologi, som behandler spørgsmål om mangfoldigheder af dimension op til og med fire, er en del af geometrisk topologi. Knudeteori er studiet af 3-dimensionale indlejringer af cirkler.
| Dodekaeder | Spire Denne artikel om geometri er en spire som bør udbygges. Du er velkommen til at hjælpe Wikipedia ved at udvide den. |